# キラリ姫
キラリ姫は、福岡県宗像市を中心に活動しているマスコット・ゆるキャラ。宗像三女神がモチーフとなっている。

## 概要

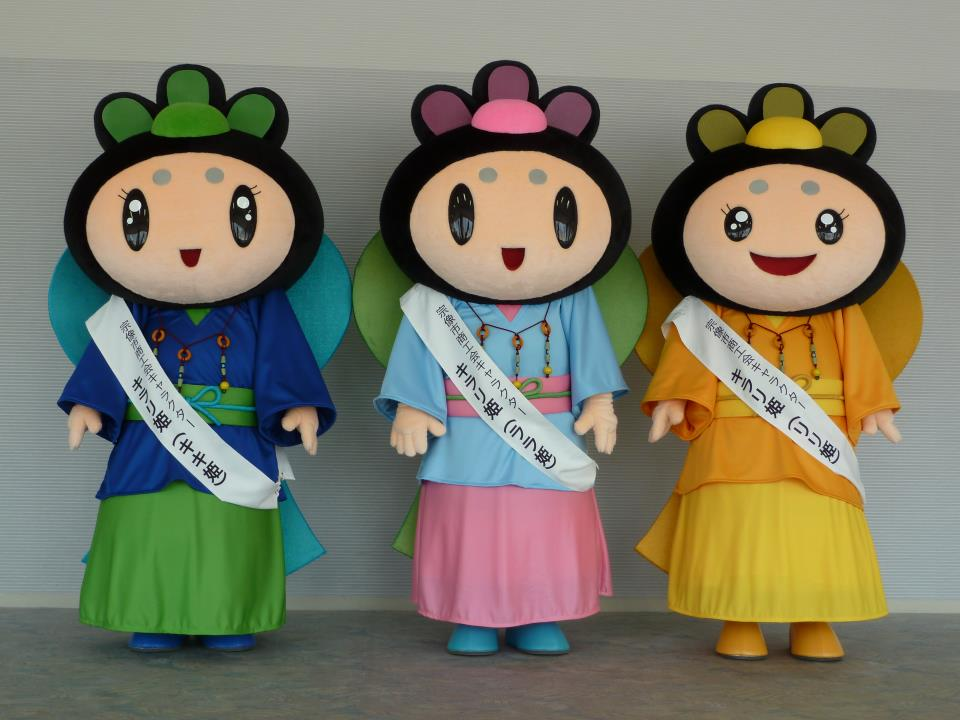
左からキキ姫・ララ姫・リリ姫

江上健一によるイラストは2008年頃より使用されていたが、当初は一体のみでキラリ姫と設定されていた。2011年にキキ姫、ララ姫、リリ姫の３体でキラリ姫となったが、この当時は衣服の色がそれぞれ違うだけであった。2012年、宗像市商工会により着ぐるみが製作された。着ぐるみ化の際に衣服の色以外にも表情などそれぞれ差別化され、性格も設定された。
通常向かって左からキキ姫（緑）、ララ姫（桃）、リリ姫（黄）の順に並ぶ。
- キキ姫 - 美味しいものが好き。健康と運動を応援。
- ララ姫 - 感動屋さん。恋と人間関係を応援。
- リリ姫 - 商売や会社経営に興味あり。金運と勉強を応援。

## プロフィール
- 性別 - 女性
- 年齢 - 不詳だが誕生日は3月3日
- 住所 - 宗像市商工会